# Jesse Mashburn
Jesse William "John" Mashburn (Seminole, 14 de fevereiro de 1933) é um ex-velocista e campeão olímpico norte-americano.
Especialista nos 400 m, foi medalha de ouro nos Jogos Pan-americanos de 1955 na Cidade do México integrando o revezamento 4x400 m e ganhou uma medalha de bronze nos 400 m.
Quarto colocado nas seletivas americanas para os Jogos Olímpicos de Helsinque 1952 e com um lugar no revezamento, não pode competir porque os americanos o substituíram pelo barreirista Charles Moore, que havia sido campeão dos 400 m c/ barreiras dias antes com recorde olímpico, na tentativa de derrotar o excelente revezamento da Jamaica, o que também não conseguiram.  Em 1956 ele novamente ficou em quarto nas seletivas olímpicas para Melbourne 1956 mas desta vez teve a oportunidade de competir; em Melbourne integrou o 4x400 m com Tom Courtney, Charles Jenkins e Louis Jones, e conquistou a medalha de ouro, tornando-se campeão olímpico.